# Volker Nickchen
Volker Nickchen (* vor 1983; † 5. April 2004) war ein deutscher Fußballfunktionär.

## Leben
Nickchen war von 1983 bis 1990 stellvertretender Generalsekretär im Deutschen Fußball-Verband (DFV) der DDR. Nach 1990 gehörte er der Ligadirektion des Deutschen Fußball-Bundes (DFB) in Frankfurt am Main an. Zuletzt war er Leiter der Abteilung Spielerwesen bei der Deutschen Fußball Liga (DFL).
Am 16. Juli 2004 fand ein Benefizspiel zwischen Bayer 04 Leverkusen und der Eintracht Frankfurt zu Ehren von Nickchen statt. Die Einnahmen des Spiels kamen den Hinterbliebenen zu.